# The Prettiest Star
"The Prettiest Star" es una canción por el músico británico David Bowie, originalmente publicada como sencillo en marzo de 1970.
Una versión más influenciada al glam rock fue grabada en diciembre de 1972 o en enero de 1973 para el álbum Aladdin Sane, con Mick Ronson recreando el trabajo original de guitarra de Bolan casi nota por nota.

## Otros lanzamientos
- La canción fue publicada como sencillo junto con "Conversation Piece" como lado B el 6 de marzo de 1970.[1]
- La canción fue publicado como lado B del lanzamiento en Estados Unidos de "Time" el 13 de abril de 1973.[7]
- La canción ha aparecido en numerosos álbumes compilatorios de David Bowie: 
  - The Best of David Bowie (1974)
  - Sound + Vision  (1989)
  - The Best of David Bowie 1969/1974 (1997)
  - The Platinum Collection (2005)
  - Five Years (1969–1973) (2015)
- La canción aparece en la banda sonora de la película de 2005, Kinky Boots.[8]

## Otras versiones
- Hector, músico finlandés grabó una versión para su álbum de 1977, HEC.[9]
- Músico británico Simon Turner grabó una versión para Oh! You Pretty Things: The Songs of David Bowie, un álbum tributo a Bowie.[10]
- Jad Fair, cantante estadounidense grabó una versión para su álbum de descarga gratis, Sunshiney Shine.[11]

## Lista de canciones
Todas las canciones escritas por David Bowie.
1. "The Prettiest Star" – 3:13
2. "Conversation Piece" – 3:07

## Créditos

### 1970 versión[12]
- David Bowie – voz principal y coros, guitarra acústica
- Marc Bolan – guitarra eléctrica
- Tony Visconti – bajo eléctrico
- Derek Austin – Órgano Hammond
- Godfrey McLean – batería

### Aladdin Saneversión[13]
- David Bowie – voz principal y coros, guitarra acústica
- Mick Ronson – guitarra eléctrica, coros
- Trevor Bolder – bajo eléctrico
- Woody Woodmansey – batería
- Mike Garson – piano
- David Sanborn – saxofón tenor
- Warren Peace – coros, palmadas